# 이문건가 족보
이문건가 족보(李文楗家 族譜)는 충청북도 청주시 서원구 개신동, 충북대학교 박물관에 있는 조선시대의 족보이다. 2014년 7월 1일 충청북도의 유형문화재 제361호로 지정되었다.

## 개요
성주이씨 족보는 을사사화에 연루되어 유배된 이문건(1494~1567)이 1545년에 유배지인 성주에서 직계만 수록한 족보이다. 족보에 편입된 초상은 고려시대 초상화의 양식을 보여주는 조선 후기의 초상화이다.

## 참고 자료
- 이문건가 족보 - 국가유산청 국가유산포털